# Kanada főkormányzóinak listája
A lista felsorol Kanada kormányzóit és főkormányzóit.

## Quebeci kormányzók
A hétéves háborút lezáró párizsi békével (1763) Új-Franciaország (Nouvelle-France) kanadai része Province of Quebec nevén brit kézbe került.
| Kép | Főkormányzó         | Hivatali idő kezdete | Hivatali idő vége | Uralkodó                |
| --- | ------------------- | -------------------- | ----------------- | ----------------------- |
|     | Jeffrey Amherst     | 1760                 | 1763              | III. György brit király |
|     | James Murray        | 1764                 | 1768              | III. György brit király |
|     | Guy Carleton        | 1768                 | 1778              | III. György brit király |
|     | Frederick Haldimand | 1778                 | 1786              | III. György brit király |
|     | Guy Carleton        | 1786                 | 1791              | III. György brit király |

## Brit Észak-Amerikai kormányzók
Brit Észak-Amerika 1791 és 1841 között Alsó- és Felső-Kanada néven brit gyarmatok voltak. 
| Kép | Főkormányzó                               | Hivatali idő kezdete | Hivatali idő vége | Uralkodó                                      |
| --- | ----------------------------------------- | -------------------- | ----------------- | --------------------------------------------- |
|     | Guy Carleton                              | 1791                 | 1796              | III. György brit király                       |
|     | Robert Prescott                           | 1796                 | 1807              | III. György brit király                       |
|     | James Henry Craig                         | 1807                 | 1811              | III. György brit király                       |
|     | George Prevost                            | 1812                 | 1815              | III. György brit király                       |
|     | John Coape Sherbrooke                     | 1816                 | 1818              | III. György brit király                       |
|     | Charles Lennox, Richmond 4. hercege       | 1818                 | 1819              | III. György brit király                       |
|     | George Ramsay, 9. Earl of Dalhousie       | 1820                 | 1828              | IV. György brit király                        |
|     | James Kempt                               | 1828                 | 1830              | IV. György brit király                        |
|     | Matthew Whitworth-Aylmer, 5. Baron Aylmer | 1830                 | 1835              | IV. Vilmos brit király                        |
|     | Archibald Acheson, 2. Earl of Gosford     | 1835                 | 1837              | IV. Vilmos brit király Viktória brit királynő |
|     | John Colborne, 1. Baron Seaton            | 1837                 | 1838              | Viktória brit királynő                        |

## Brit Észak-Amerikai főkormányzók és kanadai kormányzók
1847-ben létrejött az észak-amerikai angol gyarmatokat egyesítő Kanadai Konföderáció. 
| Kép | Főkormányzó                                | Hivatali idő kezdete | Hivatali idő vége | Uralkodó               |
| --- | ------------------------------------------ | -------------------- | ----------------- | ---------------------- |
|     | John George Lambton                        | 1838                 | 1839              | Viktória brit királynő |
|     | Charles Poulett Thomson, 1. Baron Sydenham | 1839                 | 1841              | Viktória brit királynő |
|     | Charles Bagot                              | 1842                 | 1843              | Viktória brit királynő |
|     | Charles Metcalfe, 1. Baron Metcalfe        | 1843                 | 1845              | Viktória brit királynő |
|     | Charles Cathcart, 2. Earl Cathcart         | 1846                 | 1847              | Viktória brit királynő |
|     | James Bruce, 8. Earl of Elgin              | 1847                 | 1854              | Viktória brit királynő |
|     | Edmund Walker Head                         | 1854                 | 1861              | Viktória brit királynő |
|     | Charles Monck, 4. Viscount Monck           | 1861                 | 1867              | Viktória brit királynő |

## Kanadai főkormányzók
A British North America Act (Törvény Brit Észak-Amerikáról)  létrehozta a Kanada Domíniumot. 
| Kép | Főkormányzó                                        | Hivatali idő kezdete | Hivatali idő vége    | Uralkodó                                           |
| --- | -------------------------------------------------- | -------------------- | -------------------- | -------------------------------------------------- |
|     | Charles Monck, 4. Viscount Monck                   | 1867. július 1.      | 1868. november 14.   | Viktória brit királynő                             |
|     | John Young, 1. Baron Lisgar                        | 1869. február 2.     | 1872. június 21.     | Viktória brit királynő                             |
|     | Frederick Hamilton-Temple-Blackwood                | 1872. június 21.     | 1878. október 22.    | Viktória brit királynő                             |
|     | John George Campbell Lorne márkija                 | 1878. november 25.   | 1883. október 22.    | Viktória brit királynő                             |
|     | Henry Petty-Fitzmaurice                            | 1883. október 23.    | 1888. május 25.      | Viktória brit királynő                             |
|     | Frederick Arthur Stanley, 16. Earl of Derby        | 1888. június 11.     | 1893 július 15.      | Viktória brit királynő                             |
|     | John Hamilton-Gordon                               | 1893. szeptember 18. | 1898. november 11.   | Viktória brit királynő                             |
|     | Gilbert Elliot-Murray-Kynynmound, 4. Earl of Minto | 1898. november 12.   | 1904. november 18.   | Viktória brit királynő VII. Eduárd brit király     |
|     | Albert Grey, 4. Earl Grey                          | 1904. december 10.   | 1911. október 12.    | VII. Eduárd brit király V. György brit király      |
|     | Artúr brit királyi herceg                          | 1911. október 13.    | 1916. október 11.    | V. György brit király                              |
|     | Victor Cavendish Devonshire 9. hercege             | 1916. november 11.   | 1921. július 19.     | V. György brit király                              |
|     | Julian Byng, 1. Viscount Byng of Vimy              | 1921. augusztus 11.  | 1926. szeptember 29. | V. György brit király                              |
|     | Freeman Freeman-Thomas                             | 1926. október 2.     | 1931. január 16.     | V. György brit király                              |
|     | Vere Ponsonby, 9. Earl of Bessborough              | 1931. április 4.     | 1935. szeptember 29. | V. György brit király                              |
|     | John Buchan                                        | 1935. november 4.    | 1940. február 11.    | VIII. Eduárd brit király                           |
|     | Alexander Cambridge                                | 1940. június 21.     | 1946. március 16.    | VI. György brit király                             |
|     | Harold Alexander                                   | 1946. április 12.    | 1952. január 28.     | VI. György brit király                             |
|     | Vincent Massey                                     | 1952. február 28.    | 1959. szeptember 14. | II. Erzsébet brit királynő                         |
|     | Georges Vanier                                     | 1959. szeptember 15. | 1967. március 5.     | II. Erzsébet brit királynő                         |
|     | Roland Michener                                    | 1967. április 17.    | 1974. január 13.     | II. Erzsébet brit királynő                         |
|     | Jules Léger                                        | 1974. január 14.     | 1979. január 21.     | II. Erzsébet brit királynő                         |
|     | Edward Schreyer                                    | 1979. január 22.     | 1984. május 13.      | II. Erzsébet brit királynő                         |
|     | Jeanne Sauvé                                       | 1984. május 14.      | 1990. január 28.     | II. Erzsébet brit királynő                         |
|     | Ray Hnatyshyn                                      | 1990. január 29.     | 1995. február 7.     | II. Erzsébet brit királynő                         |
|     | Roméo LeBlanc                                      | 1995. február 8.     | 1999. október 7.     | II. Erzsébet brit királynő                         |
|     | Adrienne Clarkson                                  | 1999. október 8.     | 2005. szeptember 26. | II. Erzsébet brit királynő                         |
|     | Michaëlle Jean                                     | 2005. szeptember 27. | 2010. szeptember 30. | II. Erzsébet brit királynő                         |
|     | David Johnston                                     | 2010. október 1.     | 2017. október 1.     | II. Erzsébet brit királynő                         |
|     | Julie Payette                                      | 2017. október 2.     | 2021. január 21.     | II. Erzsébet brit királynő                         |
|     | Mary Simon                                         | 2021 július 6.       | Hivatalban           | II. Erzsébet brit királynő III. Károly brit király |